# Lay-duce
Lay-duce, Inc. (jap. 株式会社Lay-duce Kabushiki-gaisha Rei-dyūsu) – japońskie studio animacji z siedzibą w tokijskiej dzielnicy Suginami, założone w 2013 roku przez byłego pracownika Bones, Yonaia Norimoto.

## Produkcje

### Seriale telewizyjne
| Tytuł                                   | Reżyser(zy)                  | Początek pierwszej emisji | Koniec pierwszej emisji | Liczba odcinków | Uwagi                                                                  | Przypisy |
| --------------------------------------- | ---------------------------- | ------------------------- | ----------------------- | --------------- | ---------------------------------------------------------------------- | -------- |
| Go! Go! 575                             | Takebumi Anzai               | 9 stycznia 2014           | 30 stycznia 2014        | 4               | Na podstawie projektu multimedialnego firmy Sega. We współpracy z C2C. | [ 2 ]    |
| Classroom Crisis                        | Kenji Nagasaki               | 3 lipca 2015              | 25 września 2015        | 13              | Własna twórczość.                                                      | [ 3 ]    |
| Magi: Sinbad no bōken                   | Yoshikazu Miyao              | 23 kwietnia 2016          | 2 lipca 2016            | 13              | Na podstawie mangi autorstwa Shinobu Ōtaki.                            | [ 4 ]    |
| Itsudatte bokura no koi wa 10 cm datta. | Hitoshi Nanba Takurō Tsukada | 24 listopada 2017         | 30 grudnia 2017         | 6               | Na podstawie serii piosenek Vocaloid stworzonych przez HoneyWorks.     | [ 5 ]    |
| Release the Spyce                       | Akira Sato                   | 7 października 2018       | 23 grudnia 2018         | 12              | Własna twórczość.                                                      | [ 6 ]    |
| Araburu kisetsu no otome-domo yo.       | Masahiro Ando Takurō Tsukada | 5 lipca 2019              | 20 września 2019        | 12              | Na podstawie mangi autorstwa Mari Okady i Nao Emoto.                   | [ 7 ]    |
| I-Chu: Halfway Through the Idol         | Hitoshi Nanba                | 6 stycznia 2021           | 24 marca 2021           | 12              | Na podstawie gry mobilnej produkcji Liber Entertainment.               | [ 8 ]    |
| Gunjō no Fanfāre                        | Makoto Katō                  | 2 kwietnia 2022           | 25 czerwca 2022         | 13              | Własna twórczość.                                                      | [ 9 ]    |
| Heroine tarumono!                       | Noriko Hashimoto             | 7 kwietnia 2022           | 23 czerwca 2022         | 12              | Na podstawie serii piosenek Vocaloid stworzonych przez HoneyWorks.     | [ 10 ]   |
| Tomo-chan wa onnanoko!                  | Hitoshi Nanba                | 5 stycznia 2023           | 30 marca 2023           | 13              | Na podstawie mangi autorstwa Fumity Yanagidy.                          | [ 11 ]   |

### Filmy
- Fate/Grand Order: First Order (2016)[12]
- Fate/Grand Order: Moonlight/Lostroom (2017)[13]

### OVA
- Magi: Sinbad no bōken (2014–2015)[14]
- YuruYuri (2019)[15]